# Los Chícharos
Los Chícharos är en ort i Mexiko.   Den ligger i kommunen Lagos de Moreno och delstaten Jalisco, i den centrala delen av landet, 400 km nordväst om huvudstaden Mexico City. Los Chícharos ligger 1 863 meter över havet och antalet invånare är 127.
Terrängen runt Los Chícharos är platt österut, men västerut är den kuperad. Runt Los Chícharos är det ganska glesbefolkat, med 48 invånare per kvadratkilometer. Närmaste större samhälle är Lagos de Moreno, 7,3 km nordost om Los Chícharos. I omgivningarna runt Los Chícharos växer huvudsakligen savannskog.